# Sony Tablet
Sony Tablet（ソニー・タブレット）は、ソニーがかつて製造していたAndroidを搭載したタブレット端末のシリーズ名である。キャッチコピーは「みんなのタブレット」。
その後、2012年8月に後継機種の『Xperia Tablet S』が発表され、同モデルよりソニー本体が出すタブレット端末はスマートフォンと共通のブランドを冠した「Xperia Tablet」（エクスペリア・タブレット）に変更された。
個別の機種の特徴は『Sony Tablet S』および『Sony Tablet P』を参照のこと。

## 概要
2011年4月26日に初公開。のちに『Sony Tablet S』になる「S1』と、『Sony Tablet P』になる『S2』が公開された。同年秋頃を販売予定とし、端末仕様については「OSにAndroid 3.0を採用」・「CPUにTegra 2を提供」の旨が発表された。また、他のソニー商品との連携も発表され、記者会見にはAndroid社を創業し、Googleの副社長を務めるアンディ・ルービンが出席した。
2011年9月1日、メディアコンテンツの機能を重視した『Sony Tablet S』と、モバイル性とコミュニケーション性を重視した『Sony Tablet P』のタブレット端末2機種を発表し、タブレット事業に本格参入した。日本市場では、『Sony Tablet S』（Wi-Fiモデル）が9月17日に販売開始されたのを皮切りに、順次、全世界で発売された。
初期搭載OSに、Android 3.1（『Sony Tablet S』（Wi-Fi））およびAndroid 3.2（『Sony Tablet S』（Wi-Fi+3G）・『Sony Tablet P』）を採用。両機種とも、CPUにはデュアルコアの「Tegra 2 （1GHz）」を採用。
Sony Tabletは販売時の説明会で、それ以外のタブレットとの差別化ポイントとして『デザイン』・『操作感・操作性』・『他のソニーデバイスとの連携』・『複数のエンターテイメントサービス』をあげた。
『デザイン』は、これまでのタブレットとは異なる形状を採用し、『Sony Tablet S』では側面がくさび型で、横持ち時に上から下に向かって細くなる「偏重心デザイン」を採用。『Sony Tablet P』では、横持ち時に上下2画面で折りたたみ出来るデザインを採用した。
『操作感・操作性』は、動作が軽快になる『サクサク・エクスペリエンス』技術を採用。ソニーの各種サービス、AV機器との連携も行われた。
『他のソニーデバイスとの連携』は、ソニータブレット内の動画をブラビアとDLNAで接続して再生する機能や、リモコン機能の搭載。
『複数のエンターテイメントサービス』は、Video Unlimited・Personal Space・PlayStation Certified・Reader Storeの連携が発表された。
Wi-FiやWAN機能を搭載しており、ウェブブラウジングやメール、インターネットブラウザー上でビデオ、プレイステーション スイートのゲーム、電子書籍など様々な機能がある。
Sony Tabletの開発発表および発売発表時点では、先行商品のiPad対抗の本命商品と報じる会社も存在した。
2012年3月22日にAndroid 4.0.3へのアップデートを発表。同年5月24日より、Android 4.0.3へのアップデートを提供開始し、独自機能拡張として2つのアプリを同時に利用できる『スモールアプリ』の対応と、ソニー製ブルーレイレコーダーの運用が出来る『RECOPLAアプリ』に対応した。
大きな特徴は、主要他社の場合と同様に製造メーカー主導となっていたことである。このため、日本でこの商品を扱うNTTドコモでも、自社のタブレットシリーズ「ドコモ タブレット」とは別個のラインナップとして位置づけられていた。販売時にはドコモのSIMロックがかけられている。SIMロックについては所定の手続きを経て解除できる。
2012年8月29日、ドイツのベルリンで開催されている「IFA 2012」にて、9.4型Androidタブレット「Xperia Tablet S」が発表された。米国では2012年9月7日に発売される予定で、ソニーのスマートフォンと同じXperiaブランドに統合されることとなり、「Sony Tablet」としての商品展開を終了した。
1年間の販売実績は芳しい物ではなかった。理由として、採用したCPUのTegra 2の動画再生時の性能不足、デザイン上の都合による厚み、ソニー商品との連携の悪さなどが挙げられている。

## ラインアップ
Sony Tabletシリーズ終了までに、日本国内では2シリーズ・5機種が販売された。
| シリーズ名    | 日本販売モデル                                                                      | 液晶方式                                   | 通信方式                                                                             | 端末形状     | カメラ画素数                                     | ストレージ容量                                                | 初期搭載OS                                                 | 備考                                                                 |
| ------------- | ----------------------------------------------------------------------------------- | ------------------------------------------ | ------------------------------------------------------------------------------------ | ------------ | ------------------------------------------------ | ------------------------------------------------------------- | ---------------------------------------------------------- | -------------------------------------------------------------------- |
| Sony Tablet S | SGPT111JP/S （Wi-Fi 16GB） SGPT112JP/S （Wi-Fi 32GB） SGPT113JP/S （Wi-Fi+3G 16GB） | カラーTFT液晶 9.4インチ WXGA (1280×800 px) | IEEE802.11 b/g/n （Wi-Fiモデル・Wi-Fi+3Gモデル） HSDPA・HSUPA （Wi-Fi+3Gモデルのみ） | スレート型   | 511万画素CMOS （リア） 30万画素CMOS （フロント） | 16GB （Wi-Fiモデル・Wi-Fi+3Gモデル） 32GB （Wi-Fiモデルのみ） | Android 3.1 （Wi-Fiモデル） Android 3.2 （Wi-Fi+3Gモデル） | Android 4.0.3へのアップデート可 2012年9月に後継のXperia Tablet S発売 |
| Sony Tablet P | SGPT211JP/S （Wi-Fi+3G） SGPT213JP/H （Wi-Fi）                                      | カラーTFT液晶 5.5インチ×2 （1024×480 px）  | IEEE802.11 b/g/n （Wi-Fiモデル・Wi-Fi+3Gモデル） HSDPA・HSUPA （Wi-Fi+3Gモデルのみ） | 折りたたみ型 | 500万画素CMOS （リア） 30万画素CMOS （フロント） | 4GB （Wi-Fiモデル・Wi-Fi+3Gモデル）                           | Android 3.2 （Wi-Fiモデル・Wi-Fi+3Gモデル）                | Android 4.0.3へのアップデート可                                      |

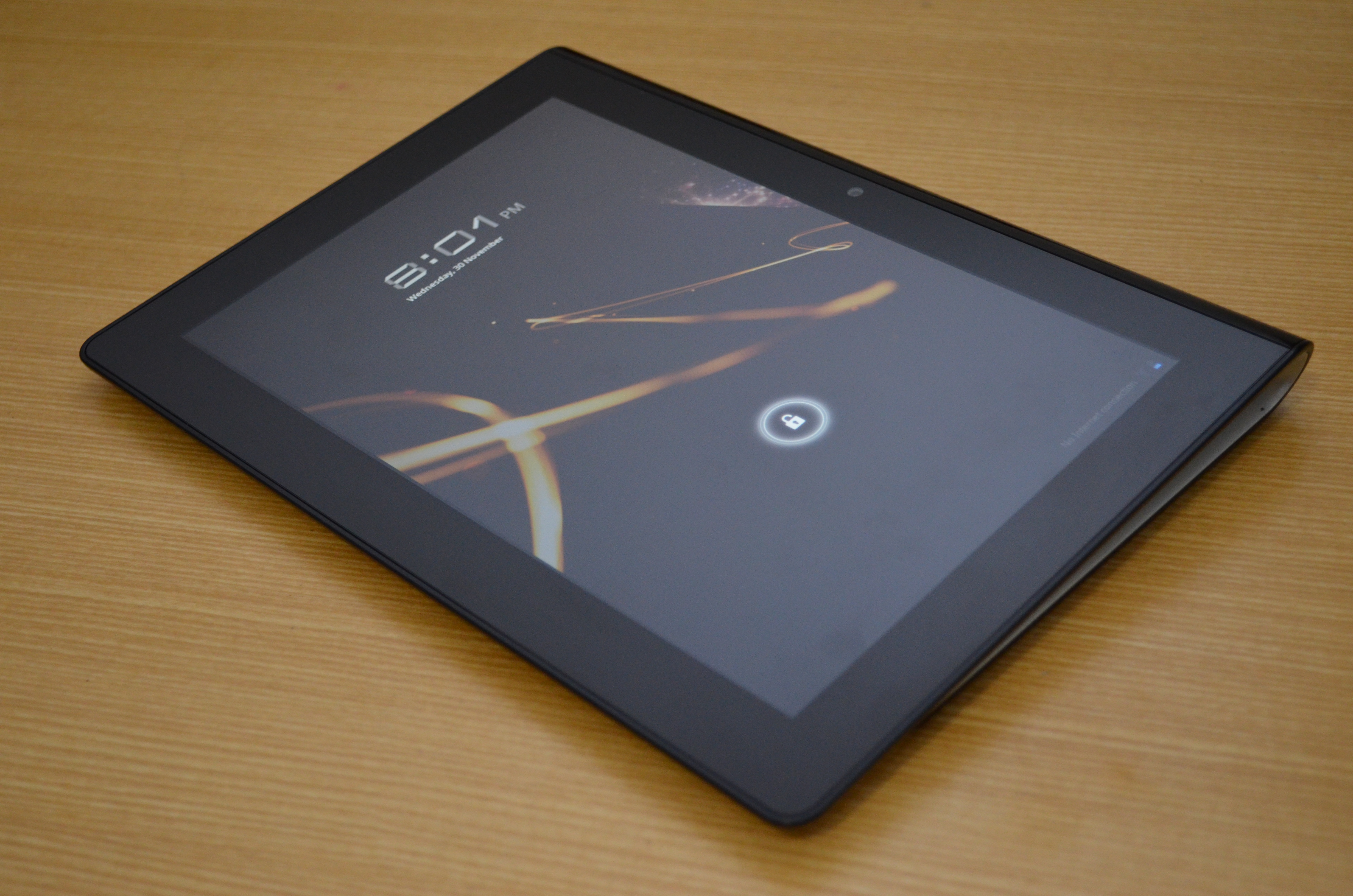
Sony Tablet S
Sony Tablet P

## スモールアプリ
スモールアプリは、Android 4.0.3対応以降に追加された機能。アプリケーションを起動中でも、スモールアプリであればマルチタスクで利用できる。
「計算機」・「Webブラウザ」は『Sony Tablet S』・『Sony Tablet P』に共通で搭載。「リモコン」は赤外線ポートを搭載する『Sony Tablet S』のみで提供される。

## ソニー商品・サービスとの連携
| サービス名 商品名            | 目的                                        | 備考 |
| ---------------------------- | ------------------------------------------- | --- |
| Media Go                     | メディア管理・転送・再生ソフトウエア        | PSP・Xperia・ウォークマンなどでも利用可能 |
| PlayStation Mobile           | Android上で提供されるゲームプラットフォーム | PlayStation Vita向けにも提供 ソニーおよびその関連製Android端末以外では一部のHTC製端末にも提供                                                                     |
| Reader Store                 | 電子書籍オンラインストアー                  | ソニーが提供する電子書籍オンラインストアー ソニー・リーダー・Xperia・パソコンでも利用可能                                                                         |
| Sony Entertainment Network   | コンテンツのオンライン配信サービス          | PlayStation 3・PlayStation Vita・BRAVIA・ウォークマンなどでも利用可能                                                                                             |
| Video Unlimited              | 動画配信サービス                            | PSP・PlayStation 3・PlayStation Vita・Xperia・ウォークマン・BRAVIAなどでも利用可能                                                                                |
| ソニー製ブルーレイレコーダー | ブルーレイレコーダー                        | レコーダーとWi-Fiで接続すれば、別の場所から録画番組の視聴が出来る 利用時には『RECOPLAアプリ』のインストールが必要                                                 |
| nasne                        | ハードディスク・レコーダー                  | レコーダーとWi-Fiで接続すれば、別の場所から録画番組の視聴が出来る 利用時には『RECOPLAアプリ』のインストールが必要 PlayStation 3・PlayStation Vitaなどでも利用可能 |

## 歴史
- 2011年4月26日 - ソニーより開発中のタブレットを公開。のちに『Sony Tablet S』になる『S1』、『Sony Tablet P』になる『S2』が公開された[3][4]
- 2011年9月1日 - 『Sony Tablet』シリーズの販売を発表。販売当初は『Sony Tablet S』3機種、『Sony Tablet P』1機種の計4機種を発表した[5][6]
  - 同日、東京都原宿で発表会を開催する[20]
  - 同日、NTTドコモより、『Sony Tablet S』・『Sony Tablet P』（共にWi-Fi+3Gモデル）の販売を行う事を発表[21]
- 2011年9月17日 - 日本市場で『Sony Tablet S』（Wi-Fiモデル）販売開始
- 2011年10月13日 - ドコモより販売される『Sony Tablet S』・『Sony Tablet P』（共にWi-Fi+3Gモデル）の発売日が同月28日になったことを発表[22][23]
- 2011年10月28日 - ドコモ向け『Sony Tablet S』・『Sony Tablet P』（共にWi-Fi+3Gモデル）販売開始
- 2011年12月15日 - Android 3.2.1(release2)へのアップデート発表。「DUALSHOCK 3」などに対応[24][25]
- 2012年3月22日 - Android 4.0.3へのアップデートを行うことを発表[14]
  - 同日 - 『Sony Tablet P』にWi-Fiモデルを追加することを発表[26]
- 2012年4月21日 - 日本市場で『Sony Tablet P』（Wi-Fiモデル）販売開始
- 2012年4月26日 - アメリカでAndroid 4.0へのアップデート開始[27]
- 2012年4月27日 - 当初予定していた、Android 4.0アップデートを延期することを発表[28][14]
- 2012年5月18日 - Android 4.0アップデートを5月24日から開始することを発表[29][14]
- 2012年5月24日 - 日本でのAndroid 4.0へのアップデート開始
- 2012年12月20日 - システムソフトウェアアップデート（release5a）実施。これにより、XPERIA Tablet Sに付いていた機能の一部（WALKMANアプリ、ワイヤレスお出かけ転送、ゲストモード、日本語キーボードの手書き認識等）が利用可能になる。[30]